# Обок (регион)
Обок (фр. Obock; араб. أوبوك‎) — регион на севере Джибути.
- Административный центр — город Обок.
- Площадь — 5700 км², население — 37 856 человек (2009 год).

Регион на севере граничит с Эритреей, на юго-западе с регионом Джибути Таджура, на северо-востоке омывается Красным морем. На востоке Баб-эль-Мандебский пролив, на юго-востоке Аденский залив.